# Amlwch
Amlwch (IPA: ˈamlʊχ) ist die nördlichste Stadt Wales’. Sie befindet sich an der Nordküste der Insel Anglesey im Verlauf der A5025 zwischen Holyhead und der Menai Bridge und hat den Status einer Community. Die Stadt hat keinen Strand, jedoch beeindruckende Steilküsten. Der Tourismus ist ein wichtiges Standbein der lokalen Wirtschaft. Früher war der Hafen belebter Umschlagplatz mit regelmäßigen Verbindungen zur Isle of Man und nach Liverpool. Noch heute zeugen viele Häuser aus dem 19. Jahrhundert von dieser Ära und bilden den Gesamteindruck der Stadt.
Der Stadtname Amlwch – abgeleitet vom Gelände um den städtischen Hafen – ist aus den walisischen Wörtern am („herum“) und llwch (einem alten Wort für „Bucht“ – vgl. gälisch loch für „Gewässer“) zusammengesetzt.
Nach der mittelalterlichen Legende entstand die Hafenstadt in einer vom Meer nicht sichtbaren Bucht, so dass der Angriff von Wikingern unwahrscheinlicher war.
Die Stadt wuchs im 18. Jahrhundert schnell an, da sich in der Nähe die damals weltgrößte Kupfermine auf dem Berg Parys befand. Bis zum Ende des 18. Jahrhunderts hatte Amlwch rund 10.000 Einwohner und war damit nach Merthyr Tydfil die zweitgrößte Stadt in Wales. Durch den steigenden Schiffsverkehr musste auch der Hafen erweitert werden, um den Erztransport sicherzustellen. Inzwischen ist Amlwch die viertgrößte Ortschaft Angleseys mit noch etwa 3000 Einwohnern.
Als der Kupferbergbau Mitte der 1850er Jahre nachließ, wurde der Schiffbau der wichtigste Wirtschaftszweig. Viele Menschen fanden auch in der Schiffsreparatur und anderer maritimer Wirtschaft Arbeit. Zudem war die Stadt Heimat einer Brauerei und einiger Tabakwerke, Hersteller des berühmten Amlwch-Shag-Tabaks. Auch nach Ende der Kupferförderung blieb die chemische Industrie im Ort präsent: So wurde 1953 ein Chemiewerk gebaut, um aus Meerwasser Brom für den Einsatz in Benzinmotoren zu gewinnen – es musste aber 2004 geschlossen werden. Wegen der für 2016 geplanten Schließung des in der Nähe befindlichen Kernkraftwerks Wylfa  werden weitere negative Auswirkungen auf den lokalen Arbeitsmarkt erwartet.
Es findet sich eine Vielzahl an Pubs im Stadt- und Hafengebiet. Darüber war Amlwch die nördliche Endstation der Anglesey Central Railway, die zwischen 1864 und 1993 betrieben wurde. Vielfach wird der Wunsch geäußert, die Linie wieder zu reaktivieren. So meinen Lokalpolitiker und die English, Welsh & Scottish Railway, es würde den lokalen Tourismus fördern sowie den ÖPNV mit einer Verbindung nach Bangor stärken.

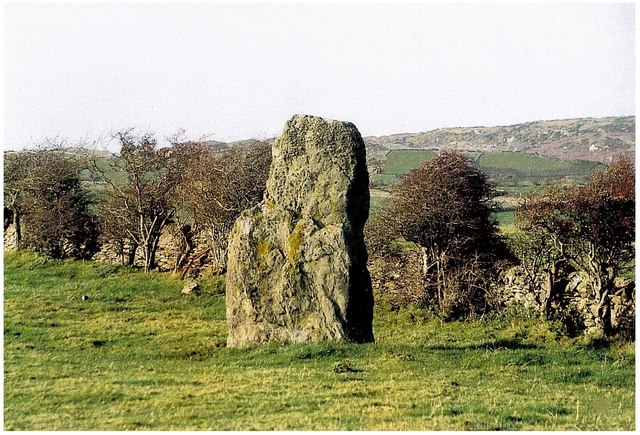
Der Menhir Y Werthyr westlich vom Ort

Zu den Sehenswürdigkeiten Amlwchs gehören der restaurierte Hafen, der Anglesey Coastal Pfad, der durch ihn verläuft, das Heimatmuseum im alten Wachturm, die St. Eleth-Kirche aus dem Jahr 1800 und die katholische Kirche Our Lady Star of the Sea und St. Winefride, ein Stahlbetonbau aus dem Jahr 1937. Das städtische Freizeitzentrum verfügt über ein Schwimmbad, ein Sportzentrum und Squash-Courts und ist eines der wenigen auf Anglesey. Amlwch befindet sich an der 200 km langen Küste Angleseys, einem Gebiet der „Area of Outstanding Natural Beauty“. Hier finden sich Wanderwege mit einzigartigen Ausblicken und Kulturdenkmälern.
Die Stadt ist Heimat zweier Fußballvereine, des Amlwch Town FC und des Adelphi Vaults FC. In Bull Bay hat der Ruderclub Trireme Ynys Mon Rowing Club seinen Sitz, der erfolgreichste Ruderverein in Nord-Wales und Mitglied der Welsh Sea Rowing Association League.

## Söhne und Töchter der Stadt
- Andy Whitfield, Schauspieler